# Ackley (Wisconsin)
Ackley es un pueblo ubicado en el condado de Langlade en el estado estadounidense de Wisconsin. En el Censo de 2020 tenía una población de 467 habitantes y una densidad poblacional de 2,54 personas por km².

## Geografía
Ackley se encuentra ubicado en las coordenadas 45°10′29″N 89°20′11″O / 45.17472, -89.33639. Según la Oficina del Censo de los Estados Unidos, Ackley tiene una superficie total de 183.83 km², de la cual 182.92 km² corresponden a tierra firme y (0.49%) 0.91 km² es agua.

## Demografía
Según el censo de 2010, había 524 personas residiendo en Ackley. La densidad de población era de 2,85 hab./km². De los 524 habitantes, Ackley estaba compuesto por el 97.71% blancos, el 0% eran afroamericanos, el 0.76% eran amerindios, el 0% eran asiáticos, el 0% eran isleños del Pacífico, el 0.76% eran de otras razas y el 0.76% pertenecían a dos o más razas. Del total de la población el 1.34% eran hispanos o latinos de cualquier raza.